# Extreme-G 2
Extreme-G 2 (XG2) est un jeu vidéo de course sorti en 1997 sur Nintendo 64. Le jeu a été développé par Probe Entertainment et édité par Acclaim. C'est le second opus de la série Extreme-G.